# Nils "Mora-Nisse" Karlsson
Nils Emanuel Karlsson, även kallad Mora-Nisse, född 25 juni 1917 i byn Östnor utanför Mora i Dalarna, död 16 juni 2012 i Mora, var en svensk längdskidåkare.

## Biografi
Karlsson vann OS-guld på femmilen 1948, VM-brons på samma distans 1950 och totalt 37 SM-guld, varav 17 individuella. Han vann även nio Vasalopp. Han tilldelades Svenska Dagbladets bragdmedalj 1944 för ”den första SM-trippeln i Boden”. Han var den andre svenska längdåkaren som fick Holmenkollenmedaljen (1952).
Han blev svensk mästare på 15 kilometer 1944, 1945, 1947, 1950, 1951 och 1953, på 30 kilometer 1943, 1944, 1946, 1949 och 1950 samt på 50 kilometer 1943–1945, 1948, 1950 och 1951. Han blev också svensk stafettmästare med IFK Mora 1945 och 1950.

### Vasaloppet
Karlsson startade i Vasaloppet vid tio tillfällen – 1943–1951 samt 1953. Han segrade vid nio av dem (1943, 1945, 1946, 1947, 1948, 1949, 1950, 1951 och 1953), vilket än i dag står som rekord. 1944 var IFK Umeås Gösta Andersson en sekund före över mållinjen. 1952 kunde Karlsson inte ställa upp på grund av sjukdom.
Karlsson  har, enligt Vasaloppets tidigare generalsekreterare Rolf Hammar, haft stor betydelse för Vasaloppet. Till en början var det genom alla segrar han tog, som tack vare Sven Jerrings radioreferat gjorde både honom och Vasaloppet kända över hela landet. Sedan han avslutat sin aktiva karriär och kom in i Vasaloppets organisation fungerade han som både tävlingsledare och banchef.

### Övrig aktiviteter
År 1953 gav Karlsson  ut sin självbiografi I vita spår på Bonniers folkbibliotek.
I samband med Karlssons 65-årsdag instiftades Mora-Nisses jubileumsfond. Fondens mål är att stödja unga skidtalanger i åldrarna 17–20 år i Sverige.

## Familj
Två barnbarn till Karlsson har varit framgångsrika i Vasaloppet. Dottersonen Erik Eriksson har vid flera tillfällen kommit i mål bland de tio främsta, som bäst på fjärde plats. Eriks bror Anders Eriksson har vid flera tillfällen kommit i mål bland de hundra främsta, som bäst på plats 38.
Mora-Nisse och hans dotter Marianne valdes in som riddare av den så kallade Lädeorden som är en sammanslutning av personer som gjorde förtjänstfulla insatser inom IFK Mora. Dottern deltog i Vasaloppet China och körde när hon var 15 år gammal sträckan från Sälen till Mora utom tävlan.